# 大久野島灯台
大久野島灯台（おおくのじまとうだい）は、芸予諸島内、広島県竹原市の大久野島にある灯台。

## 概要

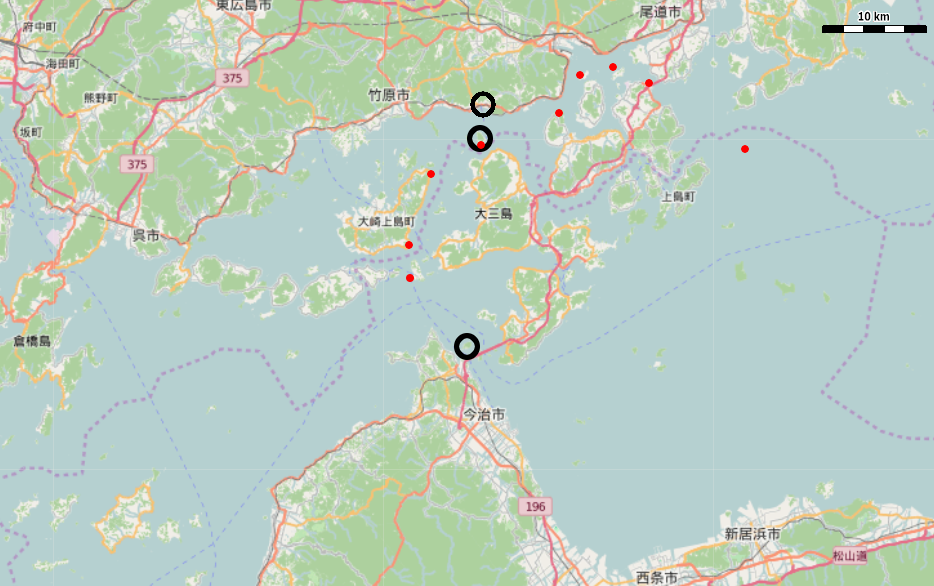
赤が三原瀬戸航路に置かれた9つの灯台、黒が芸予要塞。重なるところが大久野島。

瀬戸内海の難所の一つである来島海峡を避けるよう近代に整備された「三原瀬戸航路」に置かれた9つの航路標識の1つ。現在のものは二代目になる。
初代は明治26年（1893年）10月起工、明治27年（1894年）5月15日点灯。高さ5.1m×直径3.1m、塔器高2.4m、基礎高3.8m。
かつて北側に管理詰所があり、同じく三原瀬戸航路の高根島灯台・小佐木島灯台を含め3灯台を管理していた。また、大久野島は近代以降大日本帝国陸軍の芸予要塞、後に陸軍の毒ガス工場が置かれた島であり、島全体は陸軍用地として軍事秘密であったが、この灯台付近のみ逓信省所管であった。その境界石は現在でも残る。
現在のものは平成4年（1992年）3月竣工。初代のものは四国村に移設された。

## ギャラリー

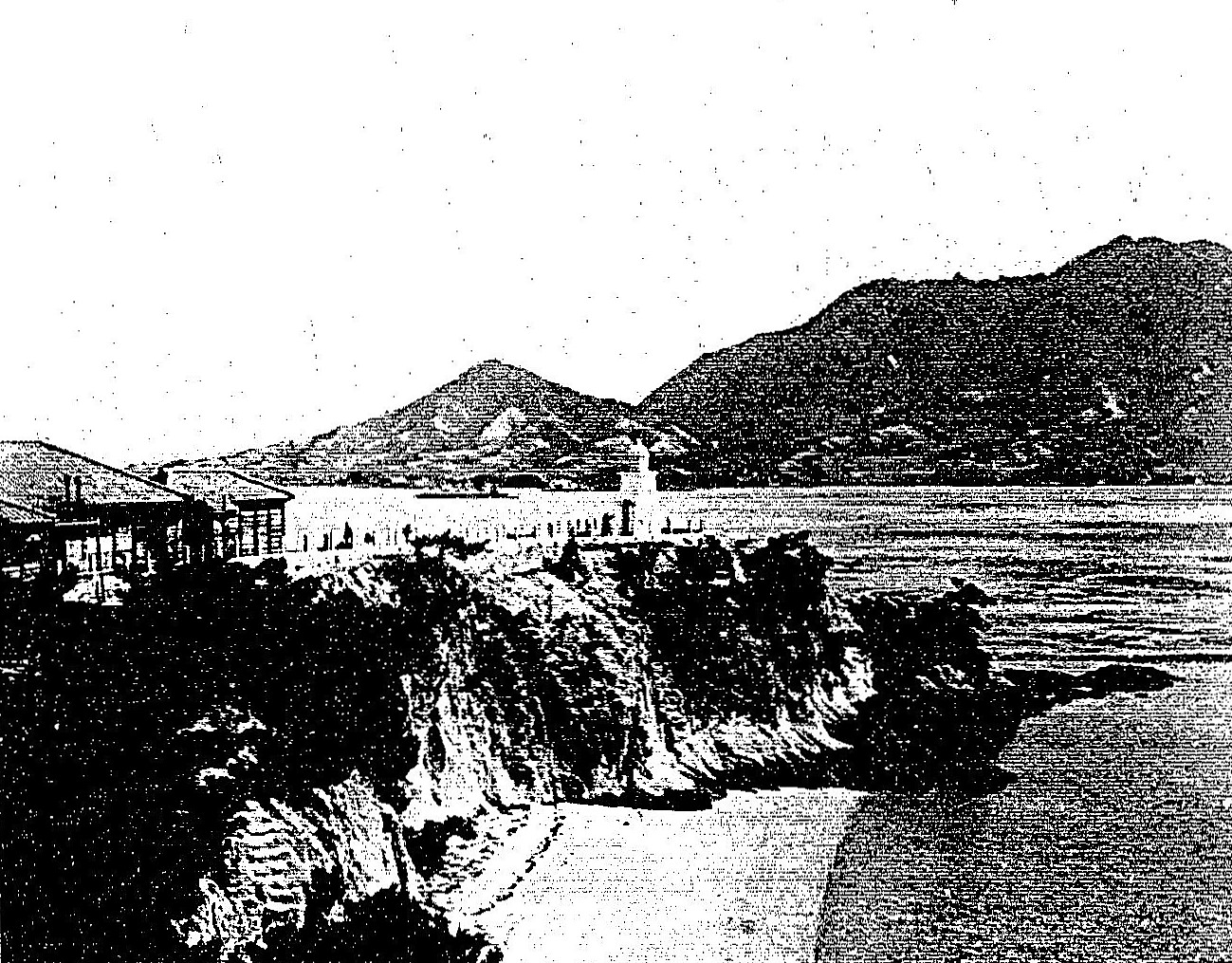
初代[2]。
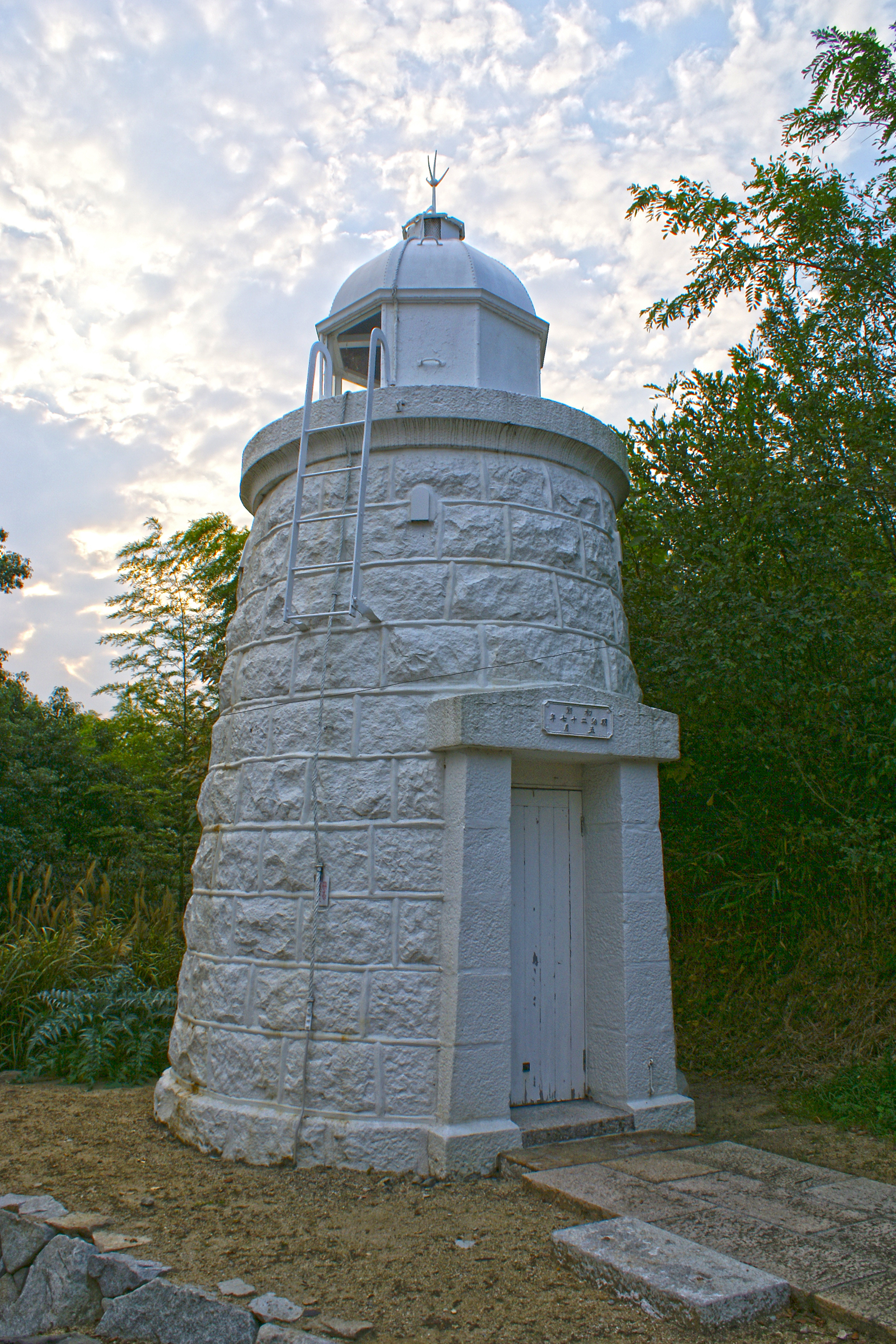
四国村に移設された初代。

## 交通
大久野島#交通参照